# Kerlouan
Kerlouan is een gemeente in het Franse departement Finistère, in de regio Bretagne. De plaats maakt deel uit van het arrondissement Brest. Kerlouan telde op 1 januari 2022 2.028 inwoners.

## Geografie
De oppervlakte van Kerlouan bedroeg op 1 januari 2022 17,8 vierkante kilometer; de bevolkingsdichtheid was toen 113,9 inwoners per km².

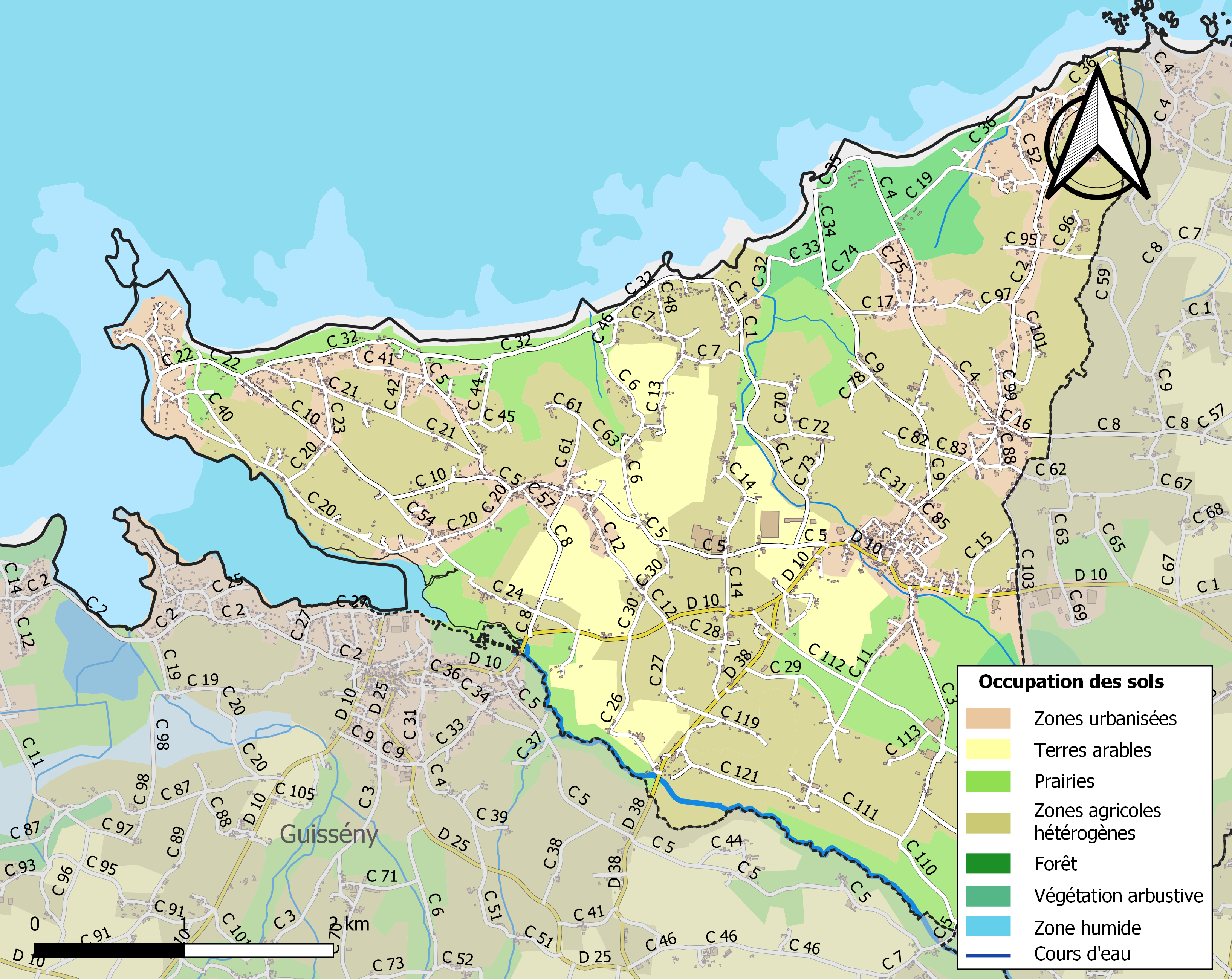
Kaart van de gemeente met belangrijkste infrastructuur, bodemgebruik en omliggende gemeenten

## Demografie
Onderstaande figuur toont het verloop van het inwonertal (bron: INSEE-tellingen).

## Afbeeldingen

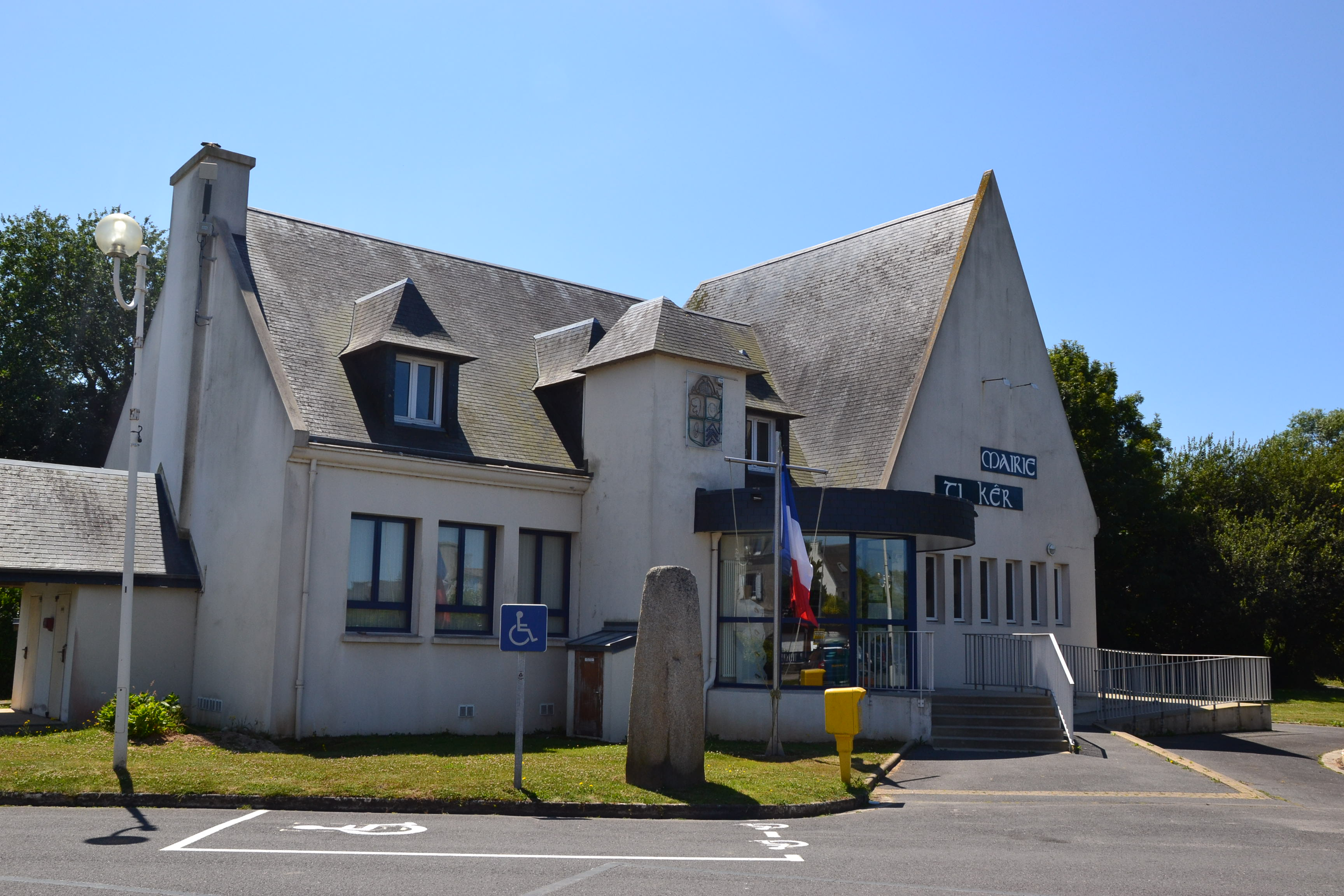
Gemeentehuis
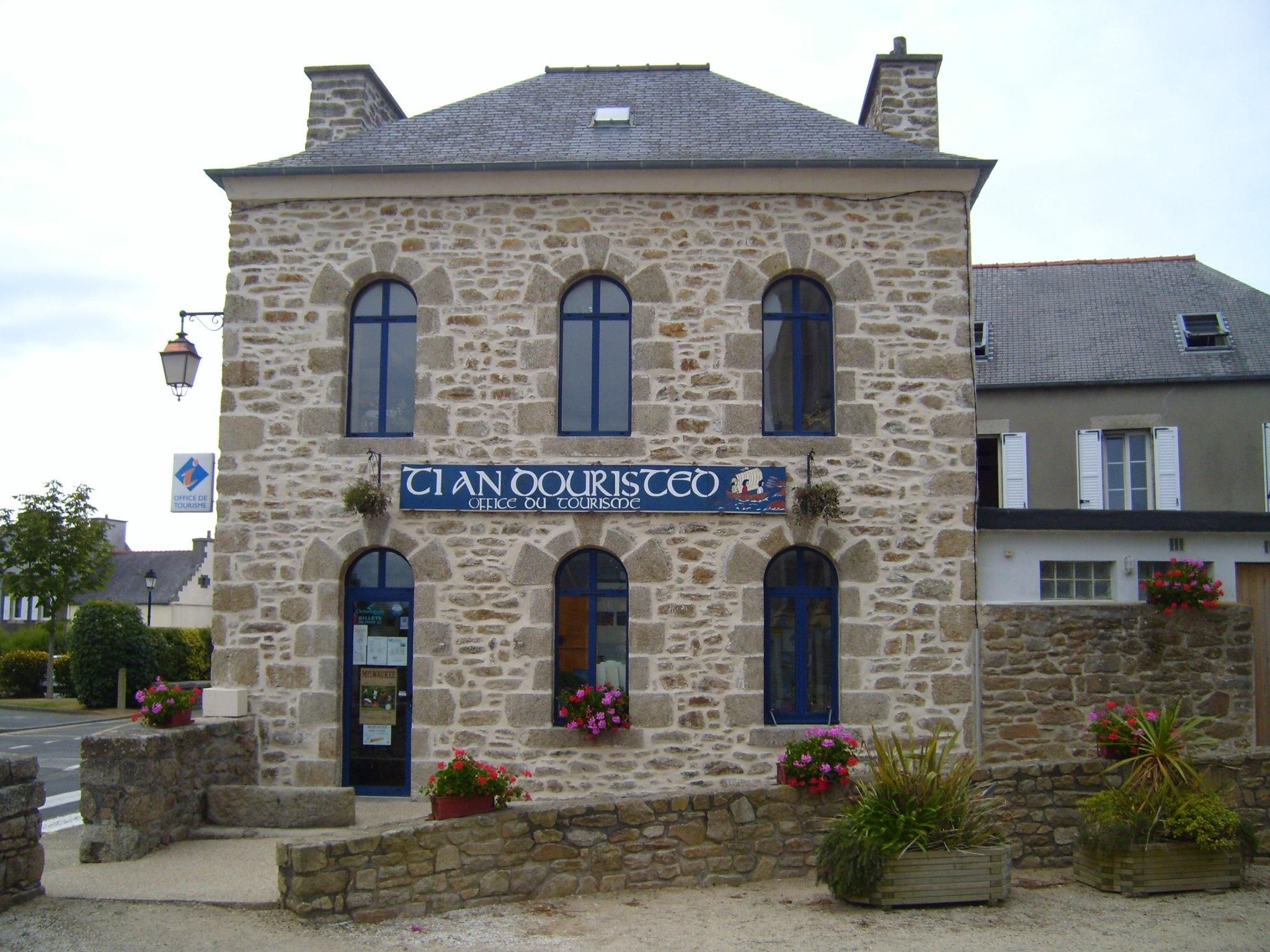
Office du Tourisme
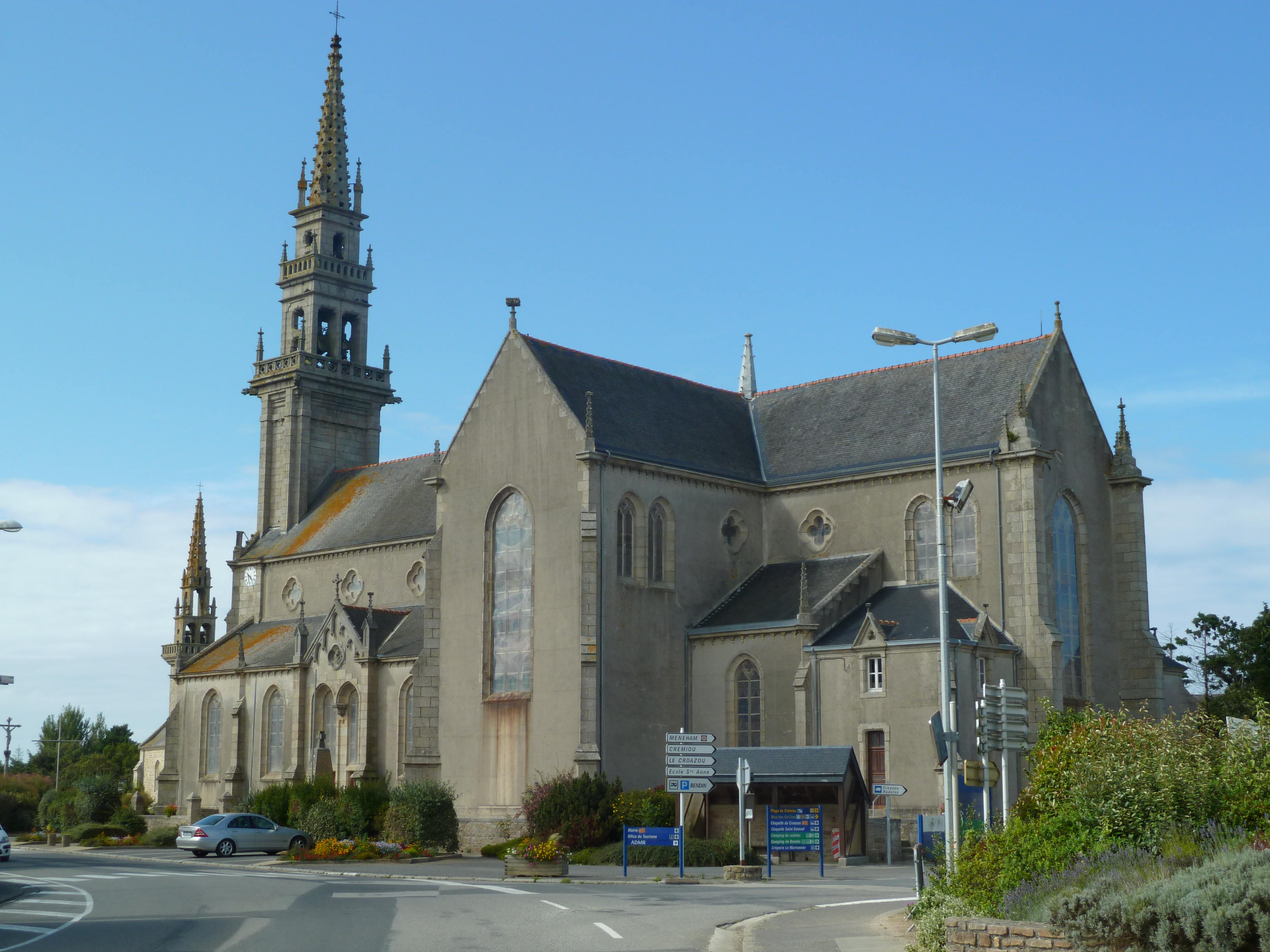
Église Saint-Brévalaire